# Lee Gi-kwang
Lee Gi-kwang (hangul: 이기광; nascido em 30 de março de 1990), mais profissionalmente conhecido como Gikwang (hangul: 기광) é um cantor e ator sul-coreano. Ficou popularmente conhecido por ser integrante do grupo masculino Highlight. Ele originalmente estreou como cantor solo, usando seu nome artístico AJ (Ace Junior), com o lançamento de seu primeiro extended play First Episode: A New Hero em abril de 2009. Mais tarde, em outubro de 2009, estreou como integrante do grupo Highlight (originalmente conhecido como BEAST). Iniciou sua carreira de ator como papel de apoio no popular drama coreano High Kick Through The Roof (2009). Também recebeu papeis de apoios nos dramas My Princess (2011), Me Too, Flower! (2011), Mrs. Cop (2015), Monster (2016) e Circle (2017). Ele também se tornou um  MC para vários shows, como Hot Brothers e Inkigayo.

## Biografia
Gikwang nasceu no dia 30 de março de 1990 em Naju, Coreia do Sul. Mostrou seu interesse em hip hop durante sua adolescência. Apoiado por sua família para prosseguir uma carreira musical, Gikwang realizou uma audição para JYP Entertainment, tornando-se estagiário da gravadora durante quatro anos antes de ser eliminado pela mesma. Poucos meses depois, o ex-presidente da Cube Entertainment convidou Gikwang para se tornar um artista da gravadora, tornando-se mais tarde o primeiro estagiário da empresa.
Ele estreou em 2 de abril de 2009 com o lançamento do extended play First Episode: A New Hero, usando seu nome artístico AJ (ou Ace Junior). Sua primeira apresentação ao vivo ocorreu no programa M Countdown em 4 de abril. Ele foi apelidado pela mídia coreana como sucessor do Rain. Gikwang enfrentou críticas negativas direcionadas ao seu nome artístico pois era semelhando ao de AJ, membro do grupo Paran (mais tarde tornando-se membro do U-KISS). Por isso, ele usou seu nome verdadeiro ao ingressar no Highlight. Os outros integrantes restandes do grupo (Hyunseung, Yoseob, Junhyung e Doojoon) se tornaram dançarinos de apoio para AJ durante suas promoções. Ele estrelou o reality show Diary Of AJ, exibido pela MTV. Dividido em dois episódios de curta duração exibidos em 20 de maio de 2009, o reality show apresentou sua jornada em sua estreia.

## Carreira
Gikwang estreou como integrante do grupo masculino Highlight (anteriormente conhecido como BEAST) em outubro de 2009, com o lançamento do single Bad Girl. Sua primeira apresentação ao vivo com o grupo ocorreu no programa musical Music Bank. Mais tarde, ele interpretou o personagem Kim Sae-ho no drama High Kick Through The Roof. Gikwang apareceu nos videoclipes Present de K.Will e Midnight Circus de Sunny Hill. Ele foi selecionado como MC especial para o seguimento Sunday Sunday Night, do programa de variedades da KBS Hot Brothers e Win Win da SBS. Ele também foi selecionado como modelo para a marca de comidas Iced Tae Tio da DongSuh Foods. Gikwang foi rapper de apoio para Ahn Jinkyung no single Love Is Pathetic, incluída no extended play Be The Voice. Em 21 de agosto de 2010, ele foi selecionado como MC especial para o Music Core, ao lado do seu colega de grupo Doojoon e da artista IU. Em 29 de dezembro de 2010, Gikwang foi premiado como popularidade do ano de 2010 no MBC Entertainment Awards.

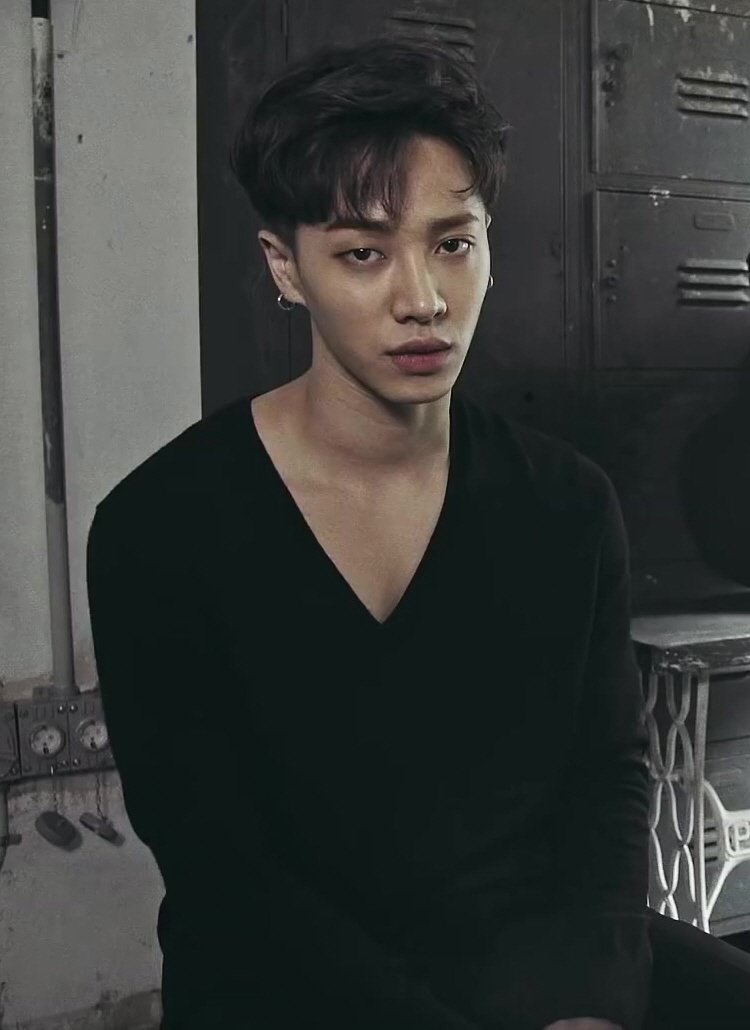
Gikwang posando para Marie Claire Korea em 2016.

Gikwang, ao lado de IU, foram selecionados como novos MCs do Inkigayo. Ambos apresentaram o programa ao lado de outros MCs antigos, Jo Kwon (2AM) e Sulli (f(x)). Ele também foi ator principal no videoclipe I Do Not Know de Apink. Gikwang foi artista destaque no single Break Up de Brave Brothers, ao lado de Electroboyz, como parte do sexto álbum de Brave Brothers lançado em julho de 2011. Ele foi lançado no drama My Princess, estrelado por Song Seung-hun e Kim Tae-hee. Ele também foi lançado no drama Me To, Flower! onde interpretou o personagem Jo Ma-roo, parceiro de patrulha de Lee Ji-ah. Em 8 de fevereiro de 2012, Gikwang apareceu no videoclipe da cantora Ailee, Heaven. Em 10 de novembro de 2012, ele atuou como MC no K-Pop Siper Concert In America ao lado de Tiffany Hwang (Girls' Generation) e Jung Yong-hwa (CNBLUE). Em 14 de dezembro de 2014, novamente Gikwang foi MC para o Melon Music Awards 2012 ao lado de Woohyun (Infinite). Em 2013, ele teve um papel no drama especial My Friend Is Still Alive, onde ele interpretou o personagem Kyung Sook, um garoto que possui leucemia. Em 2014, Gikwang interpretou ele mesmo no drama 20 Years Old (Twenty Years Old). Em agosto de 2015, ele interpretou Lee Se-won no drama Mrs. Cop. Seu personagen era o mais novo de uma equipe de detetives, liderados pela chefe Choi Jin-min, interpretada pela atriz Kim Hee-ae. Em 2016, Gikwang atuou nos dramas Monster e Momins And Room.

## Discografia

### Extended plays
- First Episode: A New Hero (2009)
- ONE (2017)

## Composição
| Ano  | Álbum             | Artista                     | Canção              | Letras    | Letras                                     | Música    | Música                                    |
| Ano  | Álbum             | Artista                     | Canção              | Creditado | Com                                        | Creditado | Com                                       |
| ---- | ----------------- | --------------------------- | ------------------- | --------- | ------------------------------------------ | --------- | ----------------------------------------- |
| 2009 | Beast Is the B2ST | BEAST                       | "Beast Is The B2ST" | Sim       | BEAST                                      | Não       | Shin Sa Dong Tiger, Choi Gyu Seong        |
| 2009 | Beast Is the B2ST | BEAST                       | "Bad Girl"          | Sim       | BEAST, Lee Sang Ho, Shin Sa Dong Tiger     | Não       | Lee Sang Ho, Shin Sa Dong Tiger           |
| 2010 | My Story          | BEAST (Gikwang & Hyunseung) | "Let It Snow"       | Sim       | Jang Hyun-seung                            | Não       | Choi Gyu Seong                            |
| 2013 | Thriller          | BtoB                        | "Why"               | Sim       | Lim Hyunsik                                | Sim       | Hyunsik, Minhyuk, Peniel e Ilhoon         |
| 2014 | Good Luck         | BEAST                       | "History"           | Sim       | Yong Jun-hyung, Noday                      | Sim       | Noday                                     |
| 2014 | Time              | BEAST                       | "So Hot"            | Sim       | Noday                                      | Sim       | Yong Jun-hyung, Noday                     |
| 2015 | Ordinary          | BEAST                       | "Oh Honey"          | Sim       | Yong Jun-hyung, Noday, Chloe               | Sim       | Noday, Chloe                              |
| 2016 | Highlight         | BEAST                       | "Curious"           | Sim       | Yong Jun-hyung, Noday                      | Sim       | Noday                                     |
| 2016 | Highlight         | BEAST                       | "Lullaby"           | Sim       | Yong Jun-hyung, Noday, Chloe               | Sim       | Noday, Chloe                              |
| 2016 | Highlight         | BEAST (Gikwang & Doojoon)   | "Baby It's You"     | Sim       | Noday                                      | Sim       | Noday                                     |
| 2017 | Can You Feel It?  | HIGHLIGHT                   | "Dangerous"         | Sim       | Yong Jun-hyung, Kwon Phillip               | Sim       | Kwon Phillip                              |
| 2017 | ONE               | Gikwang                     | "ONE"               | Sim       | Kim Tae-joo                                | Sim       | Kim Tae-joo                               |
| 2017 | ONE               | Gikwang                     | "Misunderstand"     | Sim       | Noday, Kwon Philip                         | Sim       | Noday, Kwon Philip                        |
| 2017 | ONE               | Gikwang                     | "Dream"             | Sim       | Kim Tae-sung, Joo Chanyang, Luizy          | Sim       | Kim Tae-sung, Joo Chanyang, Secret Weapon |
| 2017 | ONE               | Gikwang                     | "Look At Me Now"    | Sim       | Noday                                      | Sim       | Noday                                     |
| 2017 | ONE               | Gikwang                     | "Only U"            | Sim       | Noday, Chole                               | Sim       | Noday, Choles                             |
| 2017 | ONE               | Gikwang                     | "What Are U"        | Sim       | Noday, Chole                               | Sim       | Noday, Chole                              |
| 2017 | Celebrate         | HIGHLIGHT                   | "Love Like This"    | Sim       | Yong Jun-hyung, Kim Tae-sung, Joo Chanyang | Sim       | Kim Tae-sung, Joo Chanyang, Secret Weapon |

## Filmografia

### Filmes
| Ano  | Título                   | Tipo                 | Papel      |
| ---- | ------------------------ | -------------------- | ---------- |
| 2012 | Sammy Adventures 2       | Filme                | Ricky      |
| 2013 | My Friend Is Still Alive | Drama Especial (KBS) | Kyung Sook |

### Dramas
| Ano  | Título                                 | Emissora            | Papel                            |
| ---- | -------------------------------------- | ------------------- | -------------------------------- |
| 2009 | High Kick Through the Roof             | MBC                 | Kang Seho (강세호)               |
| 2011 | My Princess                            | MBC                 | Geonyi (건이)                    |
| 2011 | Me Too, Flower!                        | MBC                 | Jo Ma Roo/ Pink Chicken          |
| 2014 | 20's (Twenty Years Old) (mobile drama) | tvN                 | Ele mesmo                        |
| 2015 | Mrs. Cop                               | SBS                 | Lee Se-won                       |
| 2016 | Monster                                | MBC                 | Lee Gookcheol / Kang Kitan (20s) |
| 2016 | Momin's Room (web drama)               | Naver TV Cast / OCN | Wonee                            |
| 2017 | Circle                                 | tvN                 | Lee Hosoo (이호수)               |

### Reality shows
| Ano  | Título      | Emissora | Papel            | Notas             |
| ---- | ----------- | -------- | ---------------- | ----------------- |
| 2009 | Diary of AJ | MTV      | Membro do elenco | Ele mesmo como AJ |

### Programas de variedades
| Ano  | Emissora | Título                    | Papel            | Notas     |
| ---- | -------- | ------------------------- | ---------------- | --------- |
| 2010 | MBC      | Hot Brothers              | Membro do elenco | Ele mesmo |
| 2017 | tvN      | The Dynamic Duo 7 (공조7) | Membro do elenco | Ele mesmo |

### Apresentando
| Ano  | Título              | Papel                         | Emissora |
| ---- | ------------------- | ----------------------------- | -------- |
| 2014 | Style Log           | Co-apresentador com Gayoon    | OnStyle  |
| 2017 | 10 Years Difference | Co-apresentador Sung Si-kyung | tvN      |